# Dance You Off
Dance You Off è un singolo del cantante svedese Benjamin Ingrosso, pubblicato il 24 febbraio 2018.
Scritto da Ingrosso stesso con MAG, Louis Schoorl e K Nita, il brano è stato selezionato per il Melodifestivalen 2018, processo di selezione svedese per l'Eurovision Song Contest. Nella serata finale del programma è stato proclamato vincitore del programma, avendo ottenuto il massimo dei punteggi da parte della giuria e del pubblico. Questo gli ha concesso il diritto di rappresentare la Svezia all'Eurovision Song Contest 2018, a Lisbona, in Portogallo.
Il brano gareggerà nella seconda semifinale del 10 maggio 2018, competendo con altri 17 artisti per uno dei dieci posti nella finale del 12 maggio.

## Tracce
Download digitale
1. Dance You Off – 3:02

Download digitale – Remixes
1. Dance You Off (LiTek Remix) – 3:21
2. Dance You Off (Galavant Remix) – 3:47

## Classifiche
| Classifica (2018) | Posizione massima |
| ----------------- | ----------------- |
| Estonia           | 15                |
| Spagna            | 69                |
| Svezia            | 2                 |